# Großefehn
Großefehn (wschodniofryz. Grootfehn) – gmina samodzielna (niem. EInheitsgemeinde) w Niemczech, w kraju związkowym Dolna Saksonia, w powiecie Aurich.

## Geografia
Gmina Großefehn położona jest na południe od miasta Aurich.

## Dzielnice
W skład obszaru gminy wchodzą następujące dzielnice:
- Akelsbarg
- Aurich-Oldendorf
- Bagband
- Felde
- Fiebing
- Holtrop
- Mittegroßefehn
- Ostgroßefehn
- Spetzerfehn
- Strackholt
- Timmel
- Ulbargen
- Westgroßefehn
- Wrisse